# Теодор-Богдан Баран
Теодор-Богдан Баран (13 травня 1911, с. Янчин, тепер Іванівка, Перемишлянський район — 3 січня 1995, Саскатун, Саскачеван, Канада) — канадський іконописець та громадський діяч українського походження.

## Життєпис
Теодор-Богдан Баран народився 13 травня 1911 року в с. Янчин, тепер Іванівка, Перемишлянський район. Навчався на юридичному факультеті Львівського університету. Брав уроки церковного малярства у Юліана Панкевича. Працював учителем малювання і креслення у Бібрці. Був головою української студентської організації Перемишлянщини. У 1939 році одружився з Анною-Марією Ковч.
Неодноразово був заарештований. Покарання відбував у в'язницях Дрогобича, Самбора, Бережан, Перемишлян, згодом був засланий до концтабору Берези Картузької. Від 1945 перебував у таборах Німеччини.
З 1949 року Теодор-Богдан Баран на еміграції у Канаді. Був президентом Української Католицької спілки в Канаді.
У 1950—1960-х роках Теодор-Богдан Баран працював у провінції Саскачеван над іконами й стінописами великих храмів (кафедральний собор св. Юрія в Саскатуні, розписував у 1949—1950, 1954—1955, 1968) і малих церков населених пунктів провінції (Порт Батлфорд, Судерленд, Прінс-Алберт). Теодор-Богдан Баран розписував церкви, побудовані ще першими емігрантами початку XX століття.
Протягом 1970—1990-х років митець створив іконописні роботи в 70 українських церквах канадських провінцій Альберта, Манітоба, Саскачеван, Онтаріо, Нова Шотландія. Українська католицька церква Воскресіння, побудована в 1936—1939 роках поселенцями в околиці Дофін, в оздобленні якої у 1957—1958 роках брав участь Баран, 2004 року включена до Канадського реєстру історичних місць та пам'яток як об'єкт національного значення.
Теодор-Богдан Баран був головою єпархіальної управи та генеральним секретарем головної управи Братства українців-католиків Канади (БУК). Від 1983 року він був голова централі українців-католиків Канади. Є автором історії Братства українців-католиків Саскатунської єпархії УГКЦ, розвідки про єпископа Андрія Роборецького.
Теодор-Богдан Баран помер 3 січня 1995 року в Саскатуні.